# 声点
声点(しょうてん、歴史的仮名遣シャゥテム)とは、東アジアにおいて、声調やアクセントを示すために文字の四隅ないしその中間につけられた点。

## 日本での声点
中国で使われていた声点は、日本に伝わり、仮名にさしてアクセントを示すようになった。このとき、濁音を示すために二つさされたため、これが濁点の起源となった。
| 種類      | 声点               | アクセント(院政期)  |
| --------- | ------------------ | ------------------- |
| 四声/六声 | 左下               | 平声：低(L)         |
| 四声/六声 | 左上               | 上声：高(H)         |
| 四声/六声 | 右上               | 去声：昇(R)         |
| 四声/六声 | 右下               | 入声：子音終わり    |
| 六声      | 左横中央やや下より | 平声軽(かる)：降(F) |
| 六声      | 右横中央やや下より | 入声軽(かる)：高(H) |

経典などでは、漢字音の声調や声母などを示すために僧によって声点がさされた。

## 朝鮮での声点
ハングル創成時には、声点によって中期朝鮮語のアクセントを示していた。

### 漢字音註における声点
左側にさされた声点は、中国語での四声を表していた。
| 声点 | 四声      |
| ---- | --------- |
| 無点 | 平声      |
| 一点 | 去声/入声 |
| 二点 | 上声      |

右側にさされた声点は、中期朝鮮語のアクセントを示していた。
| 声点 | アクセント |
| ---- | ---------- |
| 無点 | 低(L)      |
| 一点 | 高(H)      |
| 二点 | 昇(R)      |